# Combe (llengua)
Ndowe, o Combe, és una llengua de la família de llengües bantus occidentals parlada pel Poble Ndowé de Guinea Equatorial i Camerun. Aquesta llengua no té una variació dialectal excessiva, així els seus parlants poden entendre's perfectament, independentment de en quin dialecte parle cadascú. Les seues variants es classifiquen de la manera següent: Combe, Buiko, One, Igara i Mare. Avui als parlants Ndowe se'ls pot trobar a la zona al sud de Bata, cap al Sud de Rio Benito així com en parts del Camerun. És mútuament intel·ligible, o gairebé, amb el yasa.